# Terphothrix errans
Terphothrix errans är en fjärilsart som beskrevs av William Schaus 1920. Terphothrix errans ingår i släktet Terphothrix och familjen tofsspinnare. Inga underarter finns listade i Catalogue of Life.